# Krzysztof Kamiński
Krzysztof Kamiński (født 26. november 1990) er en polsk fodboldspiller, som spiller for den japanske fodboldklub Júbilo Iwata.